# Gravesia pilosula
Gravesia pilosula là một loài thực vật có hoa trong họ Mua. Loài này được (Cogn.) Baill. mô tả khoa học đầu tiên.